# Stethojulis balteata
Stethojulis balteata är en fiskart som först beskrevs av Jean René Constant Quoy och Joseph Paul Gaimard 1824.  Stethojulis balteata ingår i släktet Stethojulis och familjen läppfiskar. IUCN kategoriserar arten globalt som livskraftig. Inga underarter finns listade i Catalogue of Life.